# 公子溺
溺（？—？），姬姓，名溺。《左传》和《穀梁传》认为是鲁国公子，鲁庄公时，公子溺为卿。《公羊传》认为是鲁国未受命的大夫，不是公子。
《左传》认为前691年，公子溺会合齐国军队攻打卫国，因为公子溺专政违背了周庄王的命令，《春秋》贬低他而单称他的名字，不称公子。《穀梁传》则认为公子溺会同鲁国的仇敌齐国一起进攻同姓国家卫国，所以贬称名而不称公子。